# Srivaikuntam
Srivaikuntam är en ort i Indien.   Den ligger i distriktet Thoothukkudi och delstaten Tamil Nadu, i den södra delen av landet, 2 200 km söder om huvudstaden New Delhi. Srivaikuntam ligger 19 meter över havet och antalet invånare är 15 665.
Terrängen runt Srivaikuntam är platt. Runt Srivaikuntam är det tätbefolkat, med 530 invånare per kvadratkilometer. Srivaikuntam är det största samhället i trakten. Trakten runt Srivaikuntam består till största delen av jordbruksmark.